# ЕРА (издателство)
Вижте пояснителната страница за други значения на Ера.
Издателство ЕРА е частно издателство в България, основано в началото на 1996 г. Издателството е член на Асоциацията на българските книгоиздатели. Партньори на издателството са литературни агенции и издателства в Европа и САЩ.
Мотото на издателство ЕРА е „Книгата е удоволствие!”.

## Поредици
ЕРА издава книги в няколко поредици:
- „Малка английска библиотека“
- „Трилъри“
- „Криминални романи“
- „Модерна сага и драма“
- „Романтична комедия“
- „Хумор“
- „Сатира“
- „История, исторически романи, тайни и загадки“
- „Бизнес и популярна психология“
- „Биография и биографичен роман“
- „Документална литература / публицистика“
- „Съвременна руска литература“
- „Съвременна българска проза“
- „Фантастика и фентъзи“